# Tartrazină
Tartrazina (E102) este un colorant alimentar, iar din punct vedere chimic este un colorant azoic sintetic derivat de la pirazol. Conferă culoarea galbenă.